# Scott Millan
Scott Alexander Millan (Los Angeles, 1954) è un tecnico del suono statunitense.

## Biografia
Scott Millan è nato a Los Angeles nel 1954. Ha frequentato la Ulysses S. Grant High School del quartiere Valley Glen di Los Angeles. Suo padre, Art Millan, e sua madre, Lynn, erano entrambi attori televisivi e cinematografici negli anni '50. È noto soprattutto per aver collaborato con Sam Mendes, Tate Taylor, Oliver Stone, Frank Marshall, Judd Apatow e Peter e Bobby Farrelly, oltre ad aver vinto quattro Premi Oscar. È membro del consiglio di amministrazione dell'Academy of Motion Picture Arts and Sciences e direttore del suono per Technicolor presso la Paramount Pictures. Ha avuto due figli, tra cui l'attrice di Febbre d'amore Ashley Nicole Millan. 

## Filmografia

### Tecnico del suono

#### Cinema
- Diretto da John Ford (Directed by John Ford), regia di Peter Bogdanovich (1971)
- Silent Night, Deadly Night 3: Better Watch Out!, regia di Monte Hellman (1989)
- I re della spiaggia (Side Out), regia di Peter Israelson (1990)
- Arma perfetta (The Perfect Weapon), regia di Mark DiSalle (1991)
- Sotto massima sorveglianza (Wedlock), regia di Lewis Teague (1991)
- Un medico, un uomo (The Doctor), regia di Randa Haines (1991)
- At the Max, regia di Noel Archambault, David Douglas, Roman Kroitor e Julien Temple (1991)
- La forza del singolo (The Power of One), regia di John G. Avildsen (1992)
- Ragazze vincenti (A League of Their Own), regia di Penny Marshall (1992)
- Qualcuno da amare (Untamed Heart), regia di Tony Bill (1993)
- Proposta indecente (Indecent Proposal), regia di Adrian Lyne (1993)
- Benny & Joon, regia di Jeremiah S. Chechik (1993)
- In cerca di Bobby Fischer (Searching for Bobby Fischer), regia di Steven Zaillian (1993)
- Quella cosa chiamata amore (The Thing Called Love), regia di Peter Bogdanovich (1993)
- Schindler's List - La lista di Schindler (Schindler's List), regia di Steven Spielberg (1993)
- Killer Machine (Ghost in the Machine), regia di Rachel Talalay (1993)
- Ace Ventura - L'acchiappanimali (Ace Ventura: Pet Detective), regia di Tom Shadyac (1994)
- Una pallottola spuntata 33⅓ - L'insulto finale (Naked Gun 33 1/3: The Final Insult), regia di Peter Segal (1994)
- Brainscan - Il gioco della morte (Brainscan), regia di John Flynn (1994)
- Beverly Hills Cop III - Un piedipiatti a Beverly Hills III (Beverly Hills Cop III), regia di John Landis (1994)
- Sonny & Pepper - Due irresistibili cowboys (The Cowboy Way), regia di Gregg Champion (1994)
- Il verdetto della paura (Trial by Jury), regia di Heywood Gould (1994)
- Love Affair - Un grande amore (Love Affair), regia di Glenn Gordon Caron (1994)
- Morti di salute (The Road to Wellville), regia di Alan Parker (1994)
- Billy Madison, regia di Tamra Davis (1995)
- Stuart salva la famiglia (Stuart Saves His Family), regia di Harold Ramis (1995)
- Braveheart - Cuore impavido (Braveheart), regia di Mel Gibson (1995)
- Al di là di ogni sospetto (Above Suspicion), regia di Steven Schachter (1995)
- Apollo 13, regia di Ron Howard (1995)
- Virtuality (Virtuosity), regia di Brett Leonard (1995)
- Jade, regia di William Friedkin (1995)
- Powder - Un incontro straordinario con un altro essere (Powder), regia di Victor Salva (1995)
- Sabrina, regia di Sydney Pollack (1995)
- I Muppet nell'isola del tesoro (Muppet Treasure Island), regia di Brian Henson (1996)
- Il rompiscatole (The Cable Guy), regia di Ben Stiller (1996)
- Kingpin, regia di Peter e Bobby Farrelly (1996)
- Inseguiti (Fled), regia di Kevin Hooks (1996)
- Per amore di Vera (Larger than Life), regia di Howard Franklin (1996)
- Mela e Tequila - Una pazza storia d'amore con sorpresa (Fools Rush In), regia di Andy Tennant (1997)
- U Turn - Inversione di marcia (U Turn), regia di Oliver Stone (1997)
- Prima o poi me lo sposo (The Wedding Singer), regia di Frank Coraci (1998)
- Sour Grapes, regia di Larry David (1998)
- Tutti pazzi per Mary (There's Something About Mary), regia di Peter e Bobby Farrelly (1998)
- Mafia!, regia di Jim Abrahams (1998)
- Waterboy (The Waterboy), regia di Frank Coraci (1998)
- A casa per Natale (I'll Be Home for Christmas), regia di Arlene Sanford (1998)
- EdTV (EDtv), regia di Ron Howard (1999)
- South Park - Il film: più grosso, più lungo & tutto intero (South Park: Bigger, Longer & Uncut), regia di Trey Parker (1999)
- American Beauty, regia di Sam Mendes (1999)
- Stigmate, regia di Rupert Wainwright (1999)
- Le avventure di Elmo in Brontolandia (The Adventures of Elmo in Grouchland), regia di Gary Halvorson (1999)
- Il gladiatore (Gladiator), regia di Ridley Scott (2000)
- Io, me & Irene (Me, Myself & Irene), regia di Peter e Bobby Farrelly (2000)
- Vertical Limit, regia di Martin Campbell (2000)
- What Women Want - Quello che le donne vogliono (What Women Want), regia di Nancy Meyers (2000)
- Dimmi che non è vero (Say It Isn't So), regia di James B. Rogers (2001)
- Evolution, regia di Ivan Reitman (2001)
- Amore a prima svista (Shallow Hal), regia di Peter e Bobby Farrelly (2001)
- Joe Somebody, regia di John Pasquin (2001)
- The Anarchist Cookbook, regia di Jordan Susman (2002)
- The Bourne Identity, regia di Doug Liman (2002)
- Era mio padre (Road to Perdition), regia di Sam Mendes (2002)
- Tutta colpa dell'amore (Sweet Home Alabama), regia di Andy Tennant (2002)
- Oscure presenze a Cold Creek (Cold Creek Manor), regia di Mike Figgis (2003)
- Sotto il sole della Toscana (Under the Tuscan Sun), regia di Audrey Wells (2003)
- Amore senza confini (Beyond Borders), regia di Martin Campbell (2003)
- Fratelli per la pelle (Stuck on You), regia di Peter e Bobby Farrelly (2003)
- La passione di Cristo (The Passion of the Christ), regia di Mel Gibson (2004)
- Anchorman - La leggenda di Ron Burgundy (Anchorman: The Legend of Ron Burgundy), regia di Adam McKay (2004)
- The Bourne Supremacy, regia di Paul Greengrass (2004)
- Ray, regia di Taylor Hackford (2004)
- Team America: World Police, regia di Trey Parker (2004)
- L'uomo di casa (Man of the House), regia di James Orr (2005)
- Dark Water, regia di Walter Salles (2005)
- The Skeleton Key, regia di Iain Softley (2005)
- Jarhead, regia di Sam Mendes (2005)
- Annapolis, regia di Justin Lin (2006)
- 8 amici da salvare (Eight Below), regia di Frank Marshall (2006)
- Hot Diamonds (Hot Tamale), regia di Michael Damian (2006)
- World Trade Center, regia di Oliver Stone (2006)
- Bobby, regia di Emilio Estevez (2006)
- Vero come la finzione (Stranger than Fiction), regia di Marc Forster (2006)
- La tela di Carlotta (Charlotte's Web), regia di Gary Winick (2006)
- Freedom Writers, regia di Richard LaGravenese (2007)
- Molto incinta (Knocked Up), regia di Judd Apatow (2007)
- The Bourne Ultimatum - Il ritorno dello sciacallo (The Bourne Ultimatum), regia di Paul Greengrass (2007)
- Noi due sconosciuti (Things We Lost in the Fire), regia di Susanne Bier (2007)
- Lo spaccacuori (The Heartbreak Kid), regia di Peter e Bobby Farrelly (2007)
- Semi-Pro, regia di Kent Alterman (2008)
- La mummia - La tomba dell'Imperatore Dragone (The Mummy: Tomb of the Dragon Emperor), regia di Rob Cohen (2008)
- Revolutionary Road, regia di Sam Mendes (2008)
- American Life, regia di Sam Mendes (2009)
- Immagina che (Imagine That), regia di Karey Kirkpatrick (2009)
- Funny People, regia di Judd Apatow (2009)
- G.I. Joe - La nascita dei Cobra (G.I. Joe: The Rise of Cobra), regia di Stephen Sommers (2009)
- Daddy Sitter (Old Dogs), regia di Walt Becker (2009)
- Nine, regia di Rob Marshall (2009)
- Piacere, sono un po' incinta (The Back-up Plan), regia di Alan Poul (2010)
- Wall Street - Il denaro non dorme mai (Wall Street: Money Never Sleeps), regia di Oliver Stone (2010)
- Love Ranch, regia di Taylor Hackford (2010)
- Salt, regia di Phillip Noyce (2010)
- I poliziotti di riserva (The Other Guys), regia di Adam McKay (2010)
- Un anno da ricordare (Secretariat), regia di Randall Wallace (2010)
- The Tourist, regia di Florian Henckel von Donnersmarck (2010)
- L'ultimo dei Templari (Season of the Witch), regia di Dominic Sena (2011)
- Source Code, regia di Duncan Jones (2011)
- Captain America - Il primo Vendicatore (Captain America: The First Avenger), regia di Joe Johnston (2011)
- The Help, regia di Tate Taylor (2011)
- Red Dawn - Alba rossa (Red Dawn), regia di Dan Bradley (2012)
- Skyfall, regia di Sam Mendes (2012)
- Parto con mamma (The Guilt Trip), regia di Anne Fletcher (2012)
- Hansel & Gretel - Cacciatori di streghe (Hansel & Gretel: Witch Hunters), regia di Tommy Wirkola (2013)
- Beautiful Creatures - La sedicesima luna (Beautiful Creatures), regia di Richard LaGravenese (2013)
- G.I. Joe - La vendetta (G.I. Joe: Retaliation), regia di Jon M. Chu (2013)
- Pain & Gain - Muscoli e denaro (Pain & Gain), regia di Michael Bay (2013)
- Delivery Man, regia di Ken Scott (2013)
- RoboCop, regia di José Padilha (2014)
- Need for Speed, regia di Scott Waugh (2014)
- Transformers 4 - L'era dell'estinzione (Transformers: Age of Extinction), regia di Michael Bay (2014)
- Get on Up - La storia di James Brown (Get on Up), regia di Tate Taylor (2014)
- Terminator Genisys, regia di Alan Taylor (2015)
- Spectre, regia di Sam Mendes (2015)
- Wild Oats, regia di Andy Tennant (2016)
- La ragazza del treno (The Girl on the Train), regia di Tate Taylor (2016)
- Barriere (Fences), regia di Denzel Washington (2016)
- Pirati dei Caraibi - La vendetta di Salazar (Pirates of the Caribbean: Dead Men Tell No Tales), regia di Joachim Rønning e Espen Sandberg (2017)
- Molly's Game, regia di Aaron Sorkin (2017)
- The Foreigner, regia di Martin Campbell (2017)
- Crazy & Rich (Crazy Rich Asians), regia di Jon M. Chu (2018)
- L'altra faccia del vento (The Other Side of the Wind), regia di Orson Welles (2018)
- Lo schiaccianoci e i quattro regni (The Nutcracker and the Four Realms), regia di Lasse Hallström e Joe Johnston (2018)
- Shaft, regia di Tim Story (2019)
- 1917, regia di Sam Mendes (2019)
- The Turning - La casa del male (The Turning), regia di Floria Sigismondi (2020)
- Trolls World Tour, regia di Walt Dohrn e David P. Smith (2020)
- Greenland, regia di Ric Roman Waugh (2020)
- Jingle Jangle - Un'avventura natalizia (Jingle Jangle: A Christmas Journey), regia di David E. Talbert (2020)
- National Champions, regia di Ric Roman Waugh (2021)
- Le parole che voglio dirti (A Journal for Jordan), regia di Denzel Washington (2021)

#### Televisione
- The Joker's Wild - programma TV, 1 episodio (1978)
- Match Game PM - programma TV, 4 episodi (1980-1981)
- The New Price Is Right - programma TV, episodio 9x119 (1981)
- Capitol - serie TV, episodio 1x1 (1982)
- Lo zio d'America (Filthy Ric) - serie TV, episodio 1x03 (1982)
- La mamma è sempre la mamma (Mama's Family) - serie Tv, 2 episodi (1983)
- Febbre d'amore (The Young and the Restless) - serie TV, 293 episodi (1984-1988)
- Beautiful (The Bold and the Beautiful) - serie Tv, episodio 1x238 (1988)
- Il ritorno di Missione impossibile (Mission: Impossible) - serie Tv, 4 episodi (1988)
- Testimone nel buio (Blind Witness), regia di Richard A. Colla - film TV (1989)
- Verità nascoste (The Image), regia di Peter Werner - film TV (1990)
- Operazione Walker (Family of Spies) - miniserie TV, 2 episodi (1990)
- The Love Boat: A Valentine Voyage, regia di Ron Satlof - film TV (1990)
- Challenger - lo shuttle della morte (Challenger), regia di Glenn Jordan - film TV (1990)
- Il prezzo della passione (Sparks: The Price of Passion), regia di Richard A. Colla - film TV (1990)
- Rivoglio mio marito (Stolen: One Husband), regia di Catlin Adams - film TV (1990)
- Studie and Simpson, regia di Joan Tewkesbury - film TV (1990)
- In attesa di un sorriso (Babies), regia di Michael Ray Rhodes - film TV (1990)
- The World's Oldest Living Bridesmaid, regia di Joseph L. Scanlan - film TV (1990)
- Peccati inconfessabili (Judgement), regia id Tom Topor - film TV (1990)
- Due donne nel mirino (The Fatal Image), regia di Thomas J. Wright - film TV (1990)
- Note d'amore (Matters of the Heart), regia di Michael Ray Rhodes - film TV (1990)
- Lucky Day, regia di Donald Wrye - film TV (1991)
- Finding the Way Home, regia di Rod Holcomb - film TV (1991)
- Omicidi e incantesimi (Cast a Deadly Spell), regia di Martin Campbell - film TV (1991)
- Stalin, regia di Ivan Passer - film TV (1992)
- Lake Consequence - Un uomo e due donne (Lake Consequence), regia di Rafel Eisenman (1993)
- Walker Texas Ranger (Walker, Texas Ranger) - serie TV, 3 episodi (1993)
- L'angelo della vendetta (The Avenging Angel), regia di Craig R. Baxley - film TV (1995)
- Dalla Terra alla Luna (From the Earth to the Moon) - miniserie TV, 6 episodi (1998)
- The No. 1 Ladies' Detective Agency - serie TV, episodio 1x0 (2008)
- Daredevil - serie TV, episodio 1x13 (2015)
- The Rookie - serie TV, episodio 1x01 (2019)

### Regista
- Febbre d'amore (The Young and the Restless) - serie TV, 3 episodi (1986)

## Riconoscimenti
- Premio Oscar
  - 1994 - Candidatura al miglior sonoro per Schindler's List - La lista di Schindler
  - 1996 - Miglior sonoro per Apollo 13
  - 1996 - Candidatura al miglior sonoro per Braveheart - Cuore impavido
  - 2001 - Miglior sonoro per Il gladiatore
  - 2003 - Candidatura al miglior sonoro per Era mio padre
  - 2005 - Miglior montaggio sonoro per Ray
  - 2008 - Miglior montaggio sonoro per The Bourne Ultimatum - Il ritorno dello sciacallo
  - 2011 - Candidatura al miglior montaggio sonoro per Salt
  - 2013 - Candidatura al miglior montaggio sonoro per Skyfall
- Premio Emmy
  - 1989 - Candidatura al miglior montaggio sonoro in una serie drammatica per In famiglia e con gli amici
  - 1989 - Candidatura al miglior montaggio sonoro in una serie drammatica per Il ritorno di Missione impossibile
  - 1990 - Candidatura al miglior montaggio sonoro in una miniserie o film per Challenger - Lo shuttle della morte
  - 1990 - Candidatura al miglior montaggio sonoro in una miniserie o film per The Kennedys of Massachusetts
  - 1991 - Candidatura al miglior montaggio sonoro in una miniserie o film per A ferro e fuoco
  - 1993 - Miglior montaggio sonoro in una miniserie o film per Stalin
  - 1998 - Candidatura al miglior montaggio sonoro in una miniserie o film per Dalla Terra alla Luna
- Premio BAFTA
  - 1994 - Candidatura al miglior sonoro per Schindler's List - La lista di Schindler
  - 1996 - Miglior sonoro per Braveheart - Cuore impavido
  - 1996 -  Candidatura al miglior sonoro per Apollo 13
  - 2000 - Candidatura al miglior sonoro per American Beauty
  - 2001 - Candidatura al miglior sonoro per Il gladiatore
  - 2005 - Miglior sonoro per Ray
  - 2008 - Miglior sonoro per The Bourne Ultimatum - Il ritorno dello sciacallo
  - 2013 - Candidatura al miglior sonoro per Skyfall
  - 2020 - Miglior sonoro per 1917
- Daytime Emmy Awards
  - 1985 - Miglior team tecnico in una serie drammatica per Febbre d'amore
  - 1986 - Miglior montaggio sonoro per Febbre d'amore
  - 1987 - Miglior montaggio sonoro per Febbre d'amore
  - 1988 - Miglior montaggio sonoro per Febbre d'amore
  - 1989 - Miglior montaggio sonoro per Febbre d'amore